# رابطة العمل المعادية لليهود في السويد
رابطة العمل المعادية لليهود في السويد كانت منظمة سياسية معادية للسامية في السويد. تأسست المجموعة في عام 1941 من قبل المعادي للسامية المخضرم إينار أبيرغ. كانت المنظمة صغيرة وغالبًا ما تكونت من أبيرج نفسه. أدت الأنشطة الدعائية لأوبرغ في النهاية إلى تبني تشريع يحظر التحريض ضد مجموعة سكانية.
كانت النقطة الأولى في ما يسمى بقوانين الرابطة تنص على: «الهدف هو: الإبادة الكاملة لليهود في السويد». تم حل المنظمة لاحقًا لكن آبيرج واصل عمله السياسي.

## أينار أوبيرغ
ولد أينار أبيرغ في 20 أبريل 1890 في جوتنبرج، وتوفي في 6 أكتوبر 1970 في سولينتونا. أصبح آبيرج معاديًا للسامية في عام 1922 وظهر في العديد من الجمعيات والأحزاب النازية السويدية واليهودية المختلفة، لكنه لم يكن عضوًا فيها. كان لديه اتصالات دولية بما في ذلك كو كلوكس كلان وسافيتري ديفي الذي كان أيضًا نازيًا بشكل علني ونشط في الشبكات النازية والفاشية في أوروبا بعد الحرب، والتقى الاثنان مرة واحدة على الأقل.
في أكتوبر 1941 اشترى أوبيرج محل لبيع الكتب، حيث قام بتغطية نافذة المتجر بعلامة سيئة السمعة تقول: «لا يُسمح باليهود ونصف اليهود هنا». وقد تسبب هذا في ردود فعل مزعجة بين السكان المحليين، واندلعت المعارك والمشاجرات عدة مرات خارج المتجر. حُكم على أوبيرج بغرامة بسبب السلوك المشدد وأمر بإنزال اللافتة. ثم قام بتغيير اللافتة إلى واحدة تقول: «السويديون فقط هم المسموح لهم».
بين عامي 1941 و1945 حُكم عليه في تسع مناسبات بغرامات بسبب تحريضه المعادي للسامية. تجول في الشوارع مع لوحة شطيرة يتهم اليهود بأنهم سبب الحرب العالمية الثانية، مما أدى به إلى الدخول في عدة معارك في الشوارع مع السكان المحليين المناهضين للعنصرية مرة أخرى.
عندما أصبحت الهولوكوست معروفة على نطاق واسع في أعقاب الحرب العالمية الثانية، كان أوبيرج من أوائل الأشخاص الأحياء الذين أنكروا حدوثها، واستمر في اتباع نظرية المؤامرة هذه بعد فترة طويلة من انتهاء الحرب.